# Stereotip
Stereotipija je u tiskarskoj tehnologiji postupak otiska složenih tiskovnih oblika nepokretnim slogom, pri čemu se kao produkt dobiva stereotip, metalna ploča odlivena s matrice. U knjigotisku je to naziv i za kopiju sloga. Izraz je tako preuzeo i značenje uvijek istog postupka, rutine, onoga što je banalno i svakidašnje.
Po analogiji, u društvenim znanostima pojam se koristi za shematski, pojednostavljen i teško promjenjiv odnos prema komu ili čemu, kao i kruto i postojano ponašanje prema čemu, bez obzira na okolnosti. Izraz je nastao u razdoblju javljanja i razvoja rasnih, etničkih, vjerskih i socijalnih netrpeljivosti. U osnovi stereotipa nalazi se pogrešno i neopravdano široko poopćavanje te konvencionalno i pojednostavljeno mišljenje, koncepcija ili vjerovanje. Stoga se svaki kolektivni stereotip koji sadrži izrazito emocionalno negativno ocjenjivanje neke etničke, nacionalne, vjerske, socijalne ili druge skupine tumači kao predrasuda.

## Vanjske poveznice
- (engl.) Social Psychology Network
- Stereotipi mladih Zagrepčana o Balkanu  Arhivirana inačica izvorne stranice od 10. lipnja 2007. (Wayback Machine)